# Moesgård Skov
Moesgård Skov er en dansk skov, der er ejet af Moesgård Museum, der hører hjemme på den gamle herregård Moesgård ved Aarhus. Den anvendes bl.a. af museet til rekonstruktion af gamle skovtyper. Moesgård Skov indgår sammen med flere andre skovområder i Marselisborgskovene. Moesgård Skov er en gammel løvskov med et rigt fugle- og dyreliv, og den dækker et areal på 153 hektar. Skoven har mange gode grusstier, og den egner sig derfor godt til motionsløb og vandreture langs kysten. Skoven er derudover et populært udflugtsmål, og mange hundeejere tager dagligt deres hunde med på tur i den afmærkede hundeskov, hvor det er tilladt at lufte hund uden snor. Der er afmærkede rideruter og mountainbikeruter i skoven. Har du lyst til at overnatte i Moesgaard Skov kan du booke shelteren, som ligger på en bakketop ved Skelbækken. Den sydlige del af Moesgård Skov samt skovarealet mellem Strandskovvej og vandet er en del af  Natura 2000 -område nr. 234: Giber Å, Enemærket og Skåde Havbakker så tag hensyn til planter og dyr. 